# Paul Putz
Paul Putz (Liège, 1880. október 1. – Grimbergen, 1955. október 1.) belga nemzetközi labdarúgó-játékvezető.

## Pályafutása

### Nemzetközi játékvezetés
A Belga labdarúgó-szövetség Játékvezető Bizottsága (JB) 1920-ban terjesztette fel nemzetközi játékvezetőnek, a Nemzetközi Labdarúgó-szövetség (FIFA) bíróinak keretébe. Több nemzetek közötti válogatott és klubmérkőzést vezetett, vagy működő társának partbíróként segített. Az aktív nemzetközi játékvezetéstől 1927-ben búcsúzott. Válogatott mérkőzéseinek száma: 9.

#### Olimpia
Az 1920. évi és az 1924. évi nyári olimpiai játékok labdarúgó tornáin a FIFA JB bíróként foglalkoztatta. Olimpián vezetett mérkőzéseinek száma: 4 + 1 (partbíró).

##### 1920. évi nyári olimpiai játékok
| Időpont             | Helyszín                    | Mérkőzés típusa       | Mérkőzés                  | Eredmény | Nézők száma |
| ------------------- | --------------------------- | --------------------- | ------------------------- | -------- | ----------- |
| 1920. augusztus 28. | Jules Otten Stadion, Gent   | első forduló          | Olaszország–Egyiptom      | 2 : 1    | 2 000       |
| 1920. szeptember 2. | Olimpiai Stadion, Antwerpen | vigaszág (2. forduló) | Spanyolország–Olaszország | 2 : 0    | 10 000      |
| 1920. szeptember 5. | Olimpiai Stadion, Antwerpen | vigaszági ezüstérem   | Spanyolország–Hollandia   | 3 : 1    | 14 000      |

##### 1924. évi nyári olimpiai játékok
| Időpont         | Helyszín                 | Mérkőzés típusa | Mérkőzés                    | Eredmény | Nézők száma |
| --------------- | ------------------------ | --------------- | --------------------------- | -------- | ----------- |
| 1924. május 25. | Pershing Stadion, Párizs | első forduló    | Észtország–Egyesült Államok | 0 : 1    | 8 110       |